# Johann Bernoulli
Johann Bernoulli  (n. 27 iulie 1667 – d. 1 ianuarie 1748), cunoscut și ca  Jean ori John, a fost unul din proeminenții matematicieni elvețieni din familia Bernoulli. 
A fost fratele mai mic al lui Jakob Bernoulli și tatăl lui Daniel Bernoulli, Johann II Bernoulli și Nicolaus II Bernoulli.
Este cunoscut pentru contribuțiile sale la dezvoltarea calculului infinitezimal.

## Biografie
A fost membru de onoare al Academiei de Științe din Sankt Petersburg, profesor la Universitatea din Groningen, apoi în 1705 a succedat pe fratele său, Jakob Bernoulli, la Universitatea din Basel, unde a avut ca studenți pe Leonhard Euler și Alexis-Claude Clairaut.

## Contribuții
Johann Bernoulli a fost preocupat în special de teoria ecuațiilor diferențiale (care ulterior vor fi numite de tip Bernoulli), a contribuit la răspândirea calculului diferențial și integral și a introdus metoda de integrare a fracțiilor raționale.
A inițiat cercetări care au condus la apariția calculului variațional.
A dat o largă utilizare factorului integrant, s-a ocupat de funcțiile exponențiale simple și iterante.
În mecanică și fizică, a formulat corect principiul deplasărilor virtuale, a susținut principiul conservării forțelor vii.
În astronomie a elaborat o teorie despre maree.

## Scrieri
- Lectiones mathematicae de methodo integralium alisque (1742)
- Lectiones de calculo differentialium (1691 - 1692)
- Opera omnia (Lausanne, 1742), în patru volume.